# Gehrner Berg
Der Gehrner Berg ist ein 1937 m ü. A. hoher Nebengipfel des Geißhorns in den Allgäuer Alpen auf deutschem Staatsgebiet, über den die deutsch-österreichischen Grenze verläuft.

## Geographische Lage
Der Gehrner Berg gehört zu den Südöstlichen Walsertaler Bergen. Der höchste Punkt des Gipfels liegt wenige Meter nördlich der Grenzlinie auf deutschem Staatsgebiet. Er erhebt sich etwa 17 km südsüdwestlich von Oberstdorf sowie jeweils direkt nördlich von Warth und nordwestlich von Lechleiten. Der ostnordöstliche Nachbargipfel ist der Grüner (1913 m ü. NHN), der ostsüdöstliche der Hundskopf (2050 m ü. NHN) und die westliche Nachbarkuppe das Haldenwanger Eck (1930,6 m ü. NHN). Nach Norden fällt die Landschaft direkt in das Tal des kleinen Haldenwanger Bach ab, dessen Wasser nordostwärts verläuft und über den Rappenalpenbach in die Stillach mündet, und nach Süden fällt sie in das Tal des dort durch Warth und Lechleiten verlaufenden Krumbachs ab, der südostwärts in den Lech fließt.
Etwa 140 m südlich und 360 m westlich des Gehrner Bergs befindet sich der Grenzstein 147, der südlichste Punkt Deutschlands. Der Gehrner Berg ist damit der südlichste Berggipfel Deutschlands.

## Schutzgebiete
Nördlich des Gehrner Bergs liegen in Deutschland drei gleichnamige Schutzgebiete: das 1992 gegründete und 207,95 km² große Naturschutzgebiet Allgäuer Hochalpen (NSG-Nr. 64661), das 212,27 km² große Fauna-Flora-Habitat-Gebiet Allgäuer Hochalpen (FFH-Nr. 8528-301) und das 207,99 km² große Vogelschutzgebiet Allgäuer Hochalpen (VSG-Nr. 8528-401).